# Argas neghmei
Argas neghmei är en fästingart som beskrevs av Glen M. Kohls och Harry Hoogstraal 1961. Argas neghmei ingår i släktet Argas och familjen mjuka fästingar. Inga underarter finns listade i Catalogue of Life.